# Coigny
Coigny är en kommun i departementet Manche i regionen Normandie i norra Frankrike. Kommunen ligger i kantonen La Haye-du-Puits som tillhör arrondissementet Coutances. År 2018 hade Coigny 166 invånare.

## Befolkningsutveckling
Antalet invånare i kommunen Coigny
| Referens: INSEE |